# Trempó

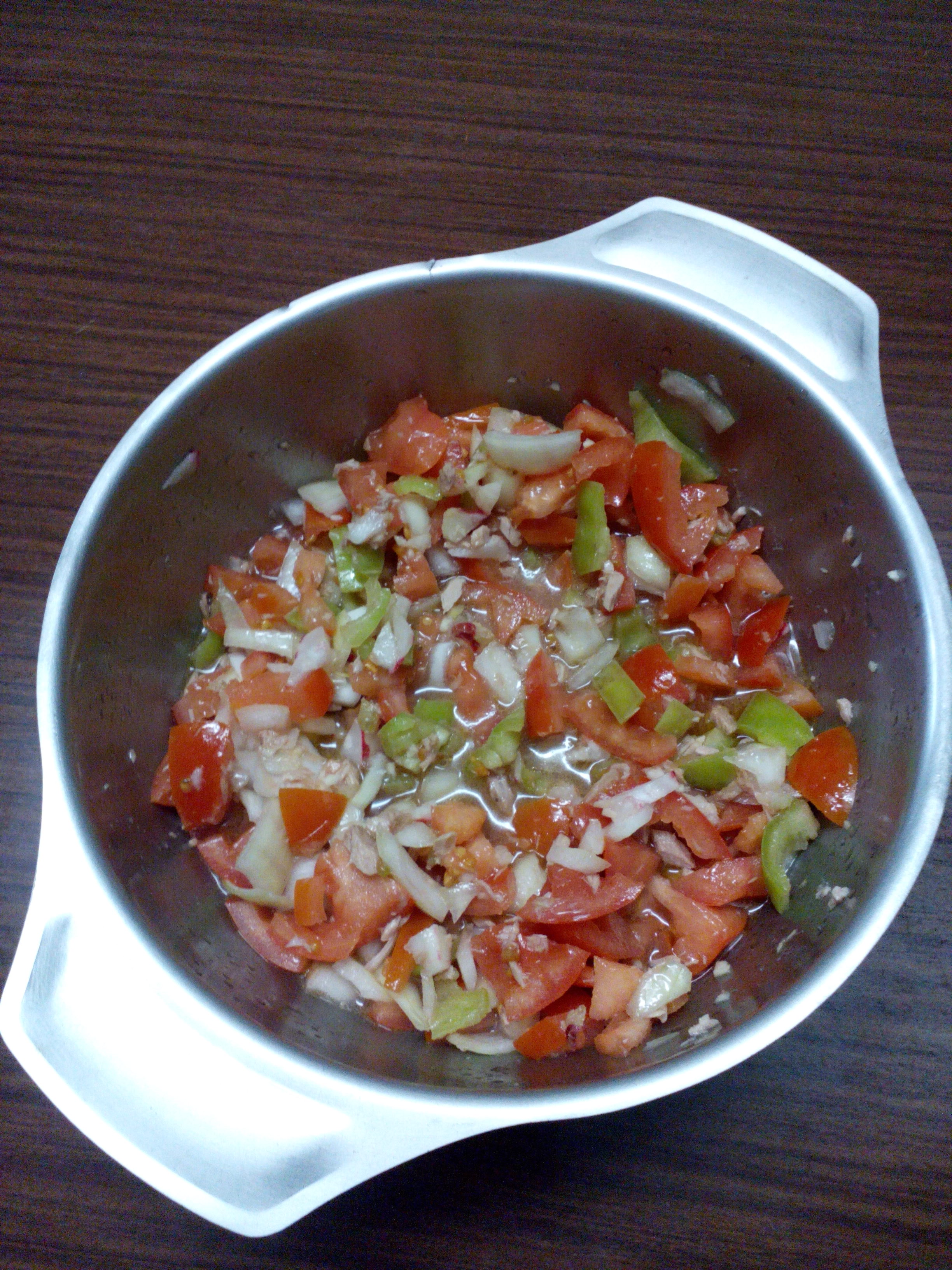
Típica ensalada mallorquina conocida como trempó.

El Trempó es una ensalada típica de Mallorca. Se elabora con una mezcla de cebolla, pimiento blanco mallorquín y tomate fuerte pelado, todo bien cortado en trozos pequeños y aliñado con aceite de oliva, sal. En algunas ocasiones se le puede echar vinagre, aunque no es lo habitual. Se suele utilizar como entrante, acompañando un segundo plato elaborado con productos del cerdo.
También es común usarlo sobre una base de harina denominada «coca», similar a la pizza, que se elabora con harina, aceite, agua y sal, y posteriormente se cuece al horno, llegando así a denominarse Coca de trempó.

## Etimología
Su nombre recuerda a la palabra catalana trempar, que significa «aliñar».